# Genêts Anglet
Les Genêts d'Anglet Football är en fransk fotbollsklubb grundad 1910. Säsongen 2008/2009 spelar klubben i Championnat de France Amateurs, som är serien närmast under Championnat National, och är den fjärde nivån i fransk fotboll. Klubben är baserad i Anglet, Lapurdi, Baskien. De spelar sina hemmamatcher på Stade Choisy i Anglet.
Den nuvarande tränaren Jean-Louis Cazes, från Bayonne, var lagkapten i SC Bastia och nådde 1977/1978 UEFA-cupens final.